# Trdat I.

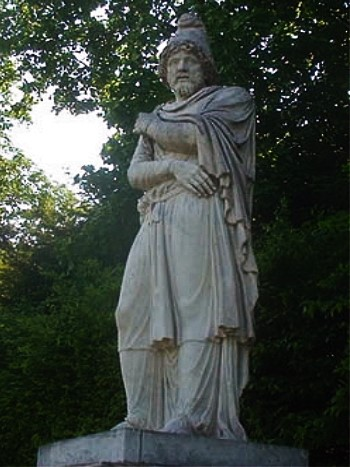
Neuzeitliche Statue Trdats im Park von Versailles

Trdat I. (latinisiert: Tiridates; armenisch Տրդատ Ա, Ostarm.: Trdat I., Westarm.: Drtad I.), Sohn des parthischen Großkönigs Vonones II., war mit Unterbrechungen von ca. 54 bis 60 und 61 (66) bis ca. 75 König von Armenien und Begründer der armenischen Linie der Arsakiden.
Trdat war auch ein zoroastrischer Priester und wurde von einem anderen Mager auf seiner Reise nach Rom im Jahr 66 begleitet. Anfang des 20. Jahrhunderts spekulierte Franz Cumont, dass Trdat bei der Entstehung des Mithraskultes, der in den Augen Cumonts die römische Version des Zoroastrismus war, wichtig war. Diese Theorie wird heute abgelehnt.

## Name
Der Name Trdat hat sich aus dem Namen Tiridat entwickelt, was Gegeben bei Tir bedeutet. Tir war der armenisch-parthische Gott der Literatur, der Wissenschaft und der Künste. Die Gottheit Tir basiert auf der indoiranischen Gottheit  bzw. dem avestischen Gott Tischtrya (auch Tishtrya geschrieben) und wurde später mit dem griechischen Gott Apollon verschmolzen.

## Aufstieg zur Macht
Trdat war der Sohn des Vonones II. und einer griechischen Konkubine und Bruder der späteren Großkönige Vologaeses I., Pakoros II. und Osroes I. Es ist praktisch nichts über seine jungen Jahre bekannt. Diese verbrachte er in Medien, wo sein Vater Gouverneur war.
Im Jahr 51 fiel der römische Promagistrat Kappadokiens Julius Paelignus in Armenien ein und verwüstete das Land. Später wurde Armenien vom iberischen Usurpator Rhadamistos besetzt. Dieser hatte seinen Onkel Mithridates von Armenien getötet und die Macht an sich gerissen. Großkönig Vologaeses I. nutzte diese Situation aus und fiel mit seiner Armee in Armenien ein. Er eroberte die Königsstadt Artaxata (nahe der heutigen Stadt Artaschat) und proklamierte seinen jüngeren Bruder Trdat zum König. Vologaeses I. behauptete, dass der armenische Thron Besitz seiner Vorfahren gewesen sei und nun von fremden Königen usurpiert worden sei. Aufgrund einer Epidemie und innerer Unruhen mussten sich die Parther zurückziehen, was Rhadamistos die Gelegenheit gab zurückzukehren. Rhadamistos wurde durch eine Revolte im Jahr 54 verjagt und durch Trdat ersetzt. Rhadamistos floh mit seiner schwangeren Ehefrau Zenobia. Diese bat ihn, sie zu erstechen, denn lieber wollte sie sterben, als gefangen genommen zu werden. Rhadamistos erstach seine Frau und warf sie in den Fluss Araxes. Doch Zenobia war nicht tot und wurde von Hirten aus dem Fluss gefischt und zu König Trdat gebracht. Dieser empfing sie in Ehren. Rhadamistos entkam nach Iberien, wurde aber wenig später auf Befehl seines Vaters Parasmanes I. wegen eines Komplotts hingerichtet.

## Herrschaft
Armenien war seit 41 von den mit Rom verbündeten Iberern besetzt gewesen. Trdat vertrieb 54 den Iberer Rhadamistos und stellte die parthische Oberhoheit wieder her. Dies rief Rom auf den Plan. Nero entsandte 58 den General Gnaeus Domitius Corbulo, der im Partherkrieg Armenien eroberte und Tigranes von Kappadokien, der in Rom erzogen war, als Vasallenkönig einsetzte. Als dieser 61 einen Eroberungsfeldzug gegen die parthische Provinz Adiabene unternahm, schlug der parthische Großkönig Vologaeses I. zurück. Corbulo musste im Vertrag von Rhandeia 63 einwilligen, dass Trdat wieder in seine Herrschaft eingesetzt wurde, konnte aber zur Bedingung machen, dass dieser seine Krone niederlegen und in Rom von Nero annehmen musste. 66 wurde Trdat in Rom gekrönt. Armenien wurde zu einem Vasallenstaat der Römer, die den jeweiligen arsakidischen Herrscher absegnen mussten.

## Krieg mit den Alanen
Im Jahr 72 führten die Alanen – kriegerische Nomaden aus dem Stammesverband der Sarmaten – mehrere Raubzüge nach Media Atropatene und Nordarmenien. Trdat I. und sein Bruder Pakoros, der König Mediens, begegneten ihnen in mehreren Schlachten, in der Trdat I. zwar gefangen genommen, aber schnell befreit wurde. Die Alanen zogen sich mit viel Beute aus Armenien und Media Atropatene zurück. Der König von Iberien Mirdat I. suchte bei Kaiser Vespasian um Hilfe gegen die Alanen. Dieser half die Festung Armazi bei der iberischen Hauptstadt Mzcheta zu befestigen.
Eine aramäische Inschrift bei Tiflis zeigte, dass Trdat I. in seinen letzten Jahren auch Krieg gegen die Iberer führte. Das exakte Datum des Endes seiner Herrschaft ist unbekannt. Verschiedene Quellen nennen Sanatruces als seinen Nachfolger.
Es ist bekannt, dass Trdats Neffe Axidares, der Sohn des Pakoros, im Jahr 110 König Armeniens wurde.

## Rezeption
Trdat ist eine Figur in Georg Friedrich Händels Opern Nero (1705), Radamisto (1720) und Reinhard Keisers Oper Octavia (1705) sowie dem von ungefähr fünfundzwanzig Komponisten vertonten Libretto Zenobia von Pietro Metastasio.